# Inti (street art)
Cet article concerne l'artiste. Pour l'ancienne monnaie péruvienne, voir inti (monnaie). Pour le genre d'orchidée, voir Inti (genre). Pour le dieu solaire inca, voir Inti.
Inti est le pseudonyme d'un artiste international de nationalité chilienne (Inti Castro), né à Valparaiso, connu pour son art urbain (ou street art) et réalisant ses œuvres en alliant le rouleau et la bombe aérosol. Ses œuvres sont visibles au Chili (Valparaiso et Santiago), en Colombie (Cali), aux États-Unis (Honolulu), en France (Paris, Mulhouse et Papeete), en Belgique (Hasselt), au Liban (Beyrouth), en Norvège (Oslo) et en Suède (Borås).

## Pseudonyme
Inti est le nom de l'ancienne divinité inca du soleil. Cette divinité était reconnue par l'ensemble des peuples andins. Son pseudonyme est donc une référence à l'Amérique préhispanique et indigène.

## Influences
Les œuvres de l'artiste sont influencées par le muralisme sud-américain et notamment chilien, avec la Brigada Ramona Parra, groupe d'artistes muralistes chiliens en lutte contre la dictature militaire d'Augusto Pinochet. À travers ses œuvres Inti élabore une critique de la société en mettant en scène le Kusillo, un personnage du carnaval bolivien ainsi que divers éléments relatifs à la culture indigène andine.

## Principales œuvres
- El Sembrador, à Mulhouse, en France
- Hand Labor, à Borås, en Suède
- Nuevo Latir, à Cali, en Colombie
- Our utopia is their future, à Paris, en France
- Pagano à Beyrouth, au Liban
- San Dunguero 2, à Hasselt, en Belgique
- Still Life, à Honolulu, aux États-Unis
- Sudaka, à Paris, en France
- The treasure hunter à Oslo, en Norvège
- VS à Santiago, au Chili
- La Madre Secular 2, à Paris, en France